# Mackenbach (Lohmar)
Mackenbach ist ein Weiler, der zur Stadt Lohmar im Rhein-Sieg-Kreis in Nordrhein-Westfalen gehört. 

## Geographie
Mackenbach liegt mittig im nördlichen Lohmar. Umliegende Ortschaften sind Kirchbach und Grube Pilot im Norden, Weeg und Dorpmühle im Osten, Hausdorp und Höfferhof im Südosten, Jüchen, Hausen und Stolzenbach im Süden, Schöpcherhof und Hitzhof im Westen sowie Brückerhof im Nordwesten.
In Mackenbach entspringt der Mackenbach, ein orographisch linker Nebenfluss der Agger. Südlich von Mackenbach fließt der Atzenbach entlang, ein linker Nebenfluss der Agger. Die Agger selbst fließt im Westen von Mackenbach in relativer Nähe entlang.
Mackenbach liegt in einem landwirtschaftlich geprägten Gebiet. Bis auf die nordöstliche Seite ist Mackenbach von Wald umsäumt. Entlang des Weges nach Weeg befinden sich landwirtschaftlich genutzte Wiesenflächen.

## Geschichte
Im Jahre 1885 hatte Mackenbach 67 Einwohner, die in 14 Häusern lebten.
Bis 1969 gehörte Mackenbach zur bis dahin eigenständigen Gemeinde Wahlscheid.

## Verkehr
- Mackenbach liegt östlich der B 484.
- Nächstgelegener Bahnhof ist der in Lohmar-Honrath bei Jexmühle.
- In Mackenbach fahren keine Busse. Das Anruf-Sammeltaxi (AST) sorgt für die Anbindung im ÖPNV. Mackenbach gehört zum Tarifgebiet des Verkehrsverbund Rhein-Sieg (VRS).